# Sabine Klewe

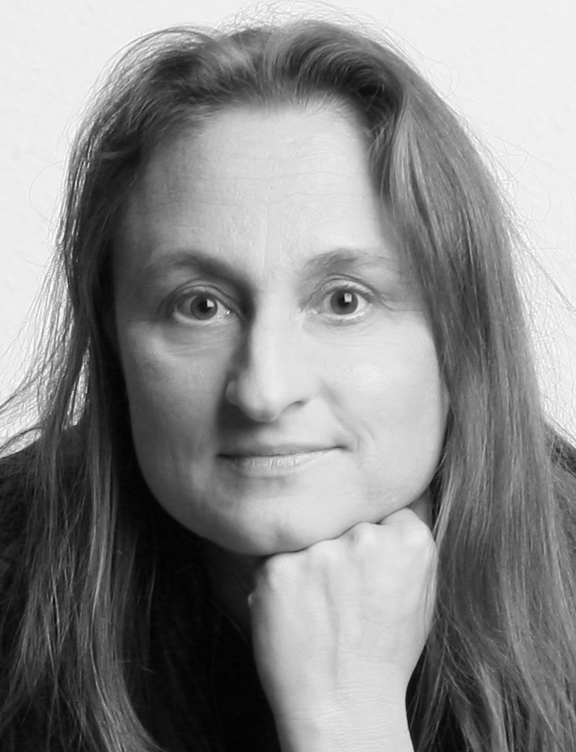
Sabine Klewe, 2006

Sabine Klewe (* 1. Februar 1966 in Düsseldorf) ist eine deutsche Schriftstellerin, die vor allem Kriminalromane veröffentlicht. Sie schreibt auch unter den Pseudonymen Karen Sander, Sophie Martaler, Sabine Martin, Karla Seitz und Sophie Kendrick.

## Leben und Werk
Sabine Klewe studierte Literaturwissenschaft und Literaturübersetzen in Düsseldorf und London. Bevor sie sich ganz dem Schreiben widmete, war sie zehn Jahre lang freiberufliche Literaturübersetzerin und Dozentin an der Heinrich-Heine-Universität in Düsseldorf.
Im November 2006 erhielt sie für ihre Kurzgeschichte „Marilyn“ den Kärntner Krimipreis (3. Platz) und im Dezember 2006 den Förderpreis für Literatur der Landeshauptstadt Düsseldorf. 2014 promovierte sie über die britische Kriminalautorin Val McDermid.
Seit Beginn ihrer Karriere als Schriftstellerin veröffentlichte sie sowohl unter Sabine Klewe wie auch unter ihren Pseudonymen insgesamt 38 Bücher.
Unter ihrem Klarnamen wurden bereits fünf Thriller über die Hobbyermittlerin Katrin Sandmann veröffentlicht. Im August 2013 erschien der erste Band einer neuen Thrillerreihe Schwesterlein, komm stirb mit mir unter dem Pseudonym Karen Sander, der den Sprung in die Bestsellerliste schaffte. In dieser Reihe folgten bisher vier weitere Bände. Des Weiteren schrieb sie zusammen mit Martin Conrath sie mehrere historische Kriminalromane unter dem Pseudonym Sabine Martin.
Sabine Klewe ist Mitglied des Köln-Düsseldorfer Kriminalkomitees. Sie ist Mutter von drei Söhnen und lebt in Bilk.

## Auszeichnungen
- 2006: Förderpreis für Literatur der Landeshauptstadt Düsseldorf[6]
- 2006: Kärntner Krimipreis (3. Platz)
- 2013: Arbeitsstipendium der Landeshauptstadt Düsseldorf

## Werke

### Die Seydell-Trilogie
- 2020: Die Erben von Seydell – Das Gestüt. (als Sophie Martaler), Goldmann Verlag, ISBN 978-3-442-49122-3
- 2021: Die Erben von Seydell – Schicksalsjahre. (als Sophie Martaler), Goldmann Verlag, ISBN 978-3-442-49140-7
- 2021: Die Erben von Seydell – Die Heimkehr. (als Sophie Martaler), Goldmann Verlag, ISBN 978-3-442-49141-4

### Katrin-Sandmann-Reihe
- 2004: Schattenriss. Gmeiner-Verlag, ISBN 3-89977-617-8
- 2005: Kinderspiel. Gmeiner-Verlag, ISBN 978-3-89977-653-9
- 2006: Wintermärchen. Gmeiner-Verlag, ISBN 978-3-89977-713-0
- 2008: Blutsonne[7]. Gmeiner-Verlag, ISBN 978-3-89977-764-2
- 2013: Schwanenlied. Gmeiner-Verlag, ISBN 978-3-8392-1428-2

### Lydia Louis und Christopher Salomon-Reihe
- 2012: Der Seele weißes Blut. Goldmann Verlag, ISBN 978-3-442-47413-4
- 2013: Die weißen Schatten der Nacht. Goldmann Verlag, ISBN 978-3-442-47948-1
- 2016: Wer nicht das Dunkel kennt. Goldmann Verlag, ISBN 978-3-442-48239-9
- 2017: Die Tränen der Engel. Goldmann Verlag, ISBN 978-3-442-48512-3

### Historische Romane
- 2007: Das Geheimnis der Madonna. (zusammen mit Martin Conrath), Die Hanse, ISBN 978-3-434-52825-8
- 2008: Das Vermächtnis der Schreiberin. (zusammen mit Martin Conrath), Emons, ISBN 978-3-89705-607-7
- 2009: Die schwarzseidene Dame. Gmeiner, ISBN 978-3-8392-1007-9
- 2012: Die Henkerin. (als Sabine Martin zusammen mit Martin Conrath), Bastei Lübbe Taschenbuch, 9783404166329
- 2013: Die Tränen der Henkerin. (als Sabine Martin zusammen mit Martin Conrath), Bastei Lübbe Taschenbuch, ISBN 978-3-404-16731-9
- 2014: Die Reliquienjägerin. (als Sabine Martin zusammen mit Martin Conrath), Bastei Lübbe Taschenbuch, ISBN 978-3-404-16896-5

### Liz Montario und Georg Stadler-Reihe
- 2013: Schwesterlein, komm stirb mit mir. (als Karen Sander), Rowohlt Taschenbuch Verlag, ISBN 978-3-499-24217-5.
- 2014: Wer nicht hören will, muss sterben. (als Karen Sander), Rowohlt Taschenbuch Verlag, ISBN 978-3-499-24355-4.
- 2015: Ich sehe was, und das ist tot. (als Karen Sander), Rowohlt Taschenbuch Verlag, ISBN 978-3-499-26992-9.
- 2017: Bald stirbst auch du (als Karen Sander), Rowohlt Taschenbuch Verlag, ISBN  978-3-499-27255-4.
- 2020: Hüte dich vom bösen Wolf (als Karen Sander), Rowohlt Taschenbuch Verlag, ISBN 978-3-499-00094-2.

### Engelhardt & Krieger-Reihe
- 2022: Der Strand: Vermisst. (als Karen Sander), Rowohlt Taschenbuch Verlag, ISBN 978-3-499-00805-4.
- 2023: Der Strand: Verraten. (als Karen Sander), Rowohlt Taschenbuch Verlag, ISBN 978-3-499-00807-8.
- 2023: Der Strand: Vergessen. (als Karen Sander), Rowohlt Taschenbuch Verlag, ISBN 978-3-499-00806-1.
- 2024: Der Sturm: Vergraben. (als Karen Sander), Rowohlt Taschenbuch Verlag, ISBN 978-3-499-01318-8.
- 2024: Der Sturm: Verachtet. (als Karen Sander), Rowohlt Taschenbuch Verlag, ISBN 978-3-644-01822-8.
- 2024: Der Sturm: Vernichtet. (als Karen Sander), Rowohlt Taschenbuch Verlag, ISBN 978-3-499-01354-6.

### Einzeltitel
- 2018: Der Nachtjäger. Goldmann Verlag, ISBN 978-3-442-48731-8
- 2019: Wenn ich tot bin. (als Karen Sander), Rowohlt Taschenbuch Verlag, ISBN 978-3-499-29159-3.